# Equazione di Torricelli
L'equazione di Torricelli, ricavata da Evangelista Torricelli, permette di calcolare la velocità finale di una massa in moto uniformemente accelerato, senza fare riferimento all'intervallo di tempo intercorso tra gli stati iniziale e finale del moto presi in considerazione. 

## Espressione matematica
L'equazione è la seguente:
{\displaystyle v_{f}^{2}=v_{i}^{2}+2a\Delta d}
dove:
- {\displaystyle v_{f}} è la velocità finale del sistema;
- {\displaystyle v_{i}} è la velocità iniziale del sistema;
- {\displaystyle a} è l'accelerazione del sistema;
- {\displaystyle \Delta d} è lo spazio percorso.

## Derivazione matematica
L'equazione di Torricelli è derivata ponendo a sistema queste altre due formule:
{\displaystyle d=d_{i}+v_{i}t+{\frac {(at^{2})}{2}}}
e
{\displaystyle v_{f}=v_{i}+at}
Risolvendo la seconda equazione rispetto al tempo, abbiamo:
{\displaystyle v_{f}=v_{i}+at}
{\displaystyle v_{f}-v_{i}=at}
{\displaystyle t={\frac {(v_{f}-v_{i})}{a}}}
E sostituendo nella prima equazione otteniamo: 
{\displaystyle d=d_{i}+v_{i}t+{\frac {(at^{2})}{2}}}
{\displaystyle d-d_{i}=v_{i}\left({\frac {v_{f}-v_{i}}{a}}\right)+{\frac {a}{2}}\left({\frac {v_{f}-v_{i}}{a}}\right)^{2}}
{\displaystyle \Delta d=\left({\frac {v_{f}v_{i}-v_{i}^{2}}{a}}\right)+{\frac {a}{2}}\left({\frac {v_{f}^{2}-2v_{f}v_{i}+v_{i}^{2}}{a^{2}}}\right)}
{\displaystyle \Delta d={\frac {v_{f}v_{i}-v_{i}^{2}}{a}}+{\frac {v_{f}^{2}-2v_{f}v_{i}+v_{i}^{2}}{2a}}}
{\displaystyle {\frac {2a\Delta d}{2a}}={\frac {2v_{f}v_{i}-2v_{i}^{2}}{2a}}+{\frac {v_{f}^{2}-2v_{f}v_{i}+v_{i}^{2}}{2a}}}
{\displaystyle 2a\Delta d=2v_{f}v_{i}-2v_{i}^{2}+v_{f}^{2}-2v_{f}v_{i}+v_{i}^{2}}
{\displaystyle 2a\Delta d=-v_{i}^{2}+v_{f}^{2}}.
{\displaystyle v_{f}^{2}=v_{i}^{2}+2a\Delta d}
La legge di Torricelli è un caso particolare di questa formula, nel quale il corpo considerato è un fluido e la velocità iniziale {\displaystyle v_{i}} è nulla.